# Andrzej Kaube

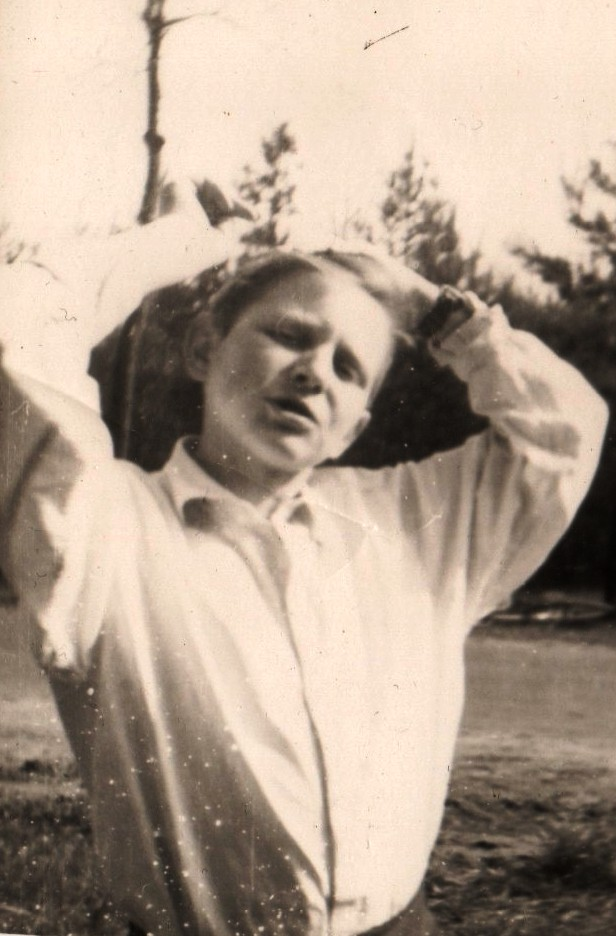
Andrzej Kaube, lata 60.

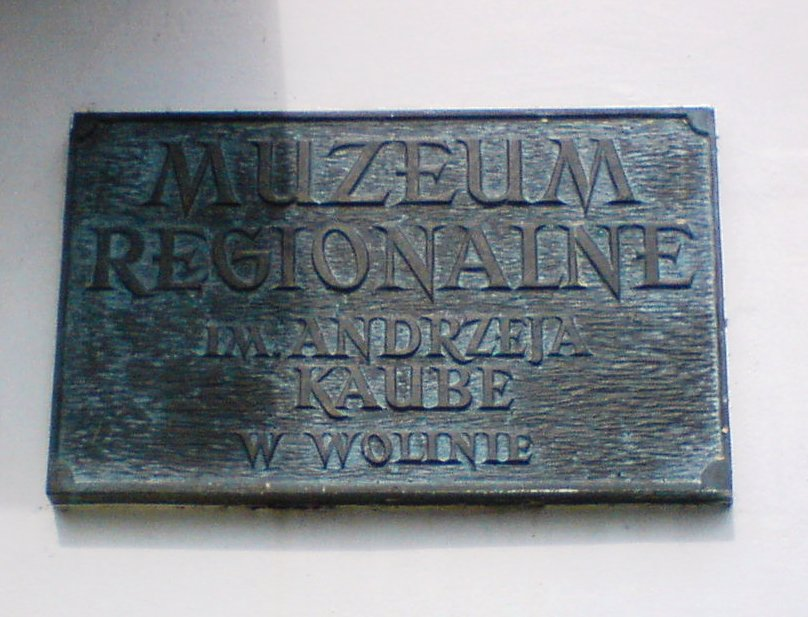
Wolin, Muzeum Regionalne im. Andrzeja Kaubego

Andrzej Kaube (ur. 14 czerwca 1945 w Wągrowcu, zm. 4 września 1992 w Tatrach) – polski archeolog. W latach 1968–1992 kustosz Muzeum Regionalnego w Wolinie. Inicjator tamtejszego Festiwalu Słowian i Wikingów. Zasłużony w badaniach i ochronie zabytków ziemi wolińskiej, zaangażowany w rozwój kulturalny miasta Wolin.

## Życiorys i praca
W 1963 roku skończył Liceum Ogólnokształcące w Wągrowcu, następnie studia na Wydziale Filozoficzno-Historycznym UAM w Poznaniu (1968). W okresie studiów brał udział w pracach wykopaliskowych na Wolinie. Obronił pracę magisterską pt. „Włókiennictwo wczesnośredniowiecznego Wolina”. 2 stycznia 1968 roku został kierownikiem i późniejszym dyrektorem Muzeum Regionalnego w Wolinie, którą to funkcję piastował do śmierci w 1992 roku. W tym czasie dbał o zasoby muzeum gromadząc różnego rodzaju artefakty – zabytki archeologiczne, etnograficzne i historyczne dotyczące miasta, wyspy oraz okolic Wolina. Przyczynił się także do zwiększenia popularności samego muzeum, co skutkowąło wielokrotnym zwiększeniem liczby odwiedzających. Prowadził również bogatą dokumentację fotograficzną, za którą otrzymywał nagrody (fotografia dokumentalna). W wolińskim muzeum organizował wystawy fotograficzne, powołał także Młodzieżowe Koło Przyjaciół Muzeum. Dzięki jego pasji fotografowania, powstała jedna z najlepszych kolekcji fotograficznych obrazujących życie codzienne na Pomorzu Zachodnim po 1945 roku.
Dzięki jego działalności udało się uratować wiele zabytków, m.in. wrak statku w Kamieniu Pomorskim, czy ozdoby z V okresu epoki brązu.
Był autorem wielu popularnonaukowych przewodników, folderów i ulotek. Z jego inicjatywy opracowano projekt budowy pomnika Mieszka I połączony ze zbieraniem funduszy, zrekonstruowano fragmenty dawnej zabudowy miasta (port z X wieku, umocnienia miejskie). Dzięki jego staraniom miała szansę zaistnieć bliska współpraca wolińsko-duńska, która zaowocowała „Targami wikińskimi”.
Za swoją pracę otrzymał Nagrodę Wojewody Szczecińskiego oraz odznakę Zasłużonego Działacza Kultury (1984).
Zmarł 4 września 1992 roku w Tatrach. Pochowany na cmentarzu farnym w Wągrowcu. 
Od 1993 jego imieniem nazwane jest Muzeum Regionalne w Wolinie.